# حكاية الأحدب

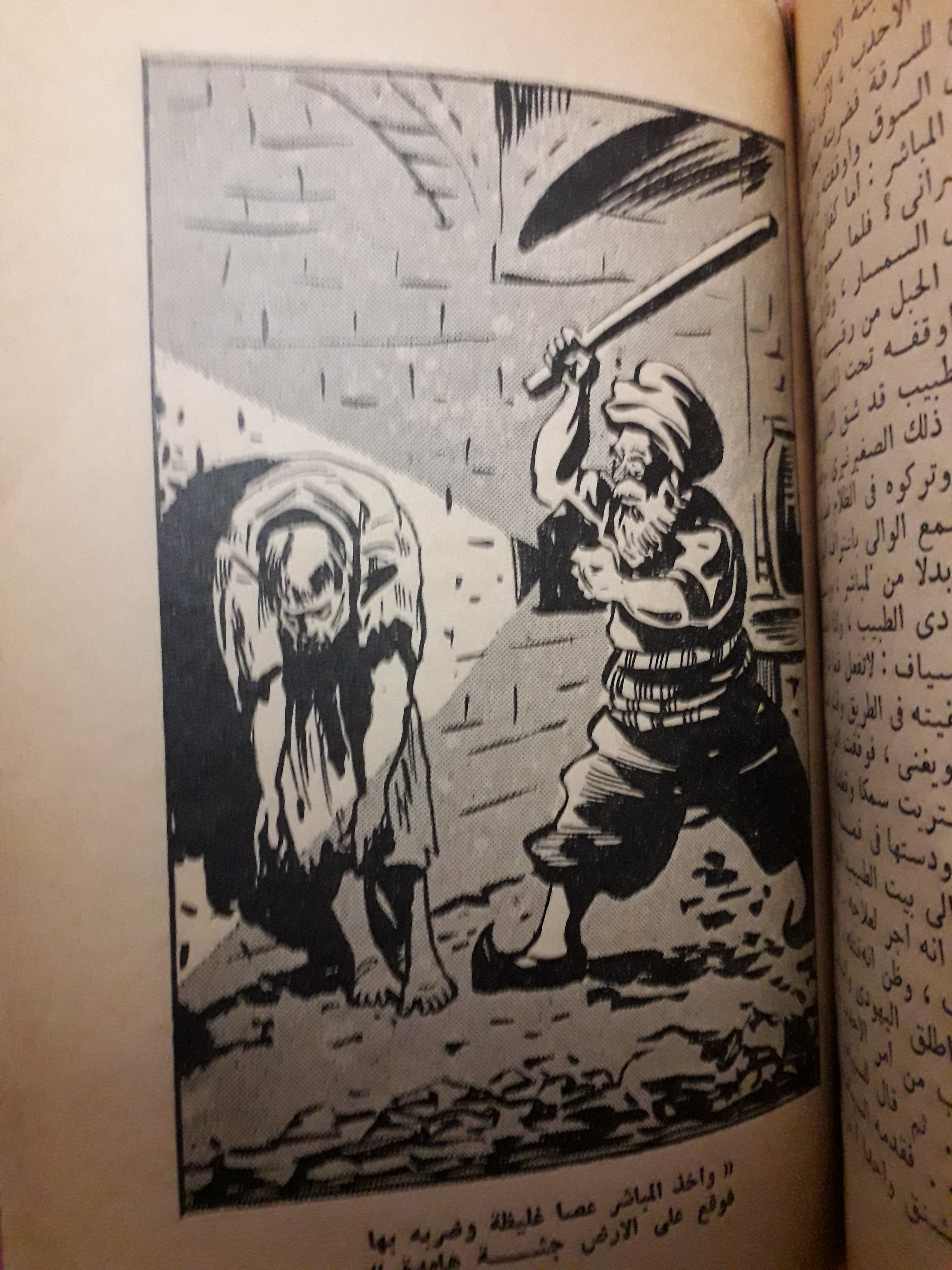
المباشر والأحدب

حكاية الخياط والأحدب واليهودي والمباشر والنصراني فيما وقع بينهم وتُعرف اختصاراً باسم حكاية الأحدب هي إحدى حكايات ألف ليلة وليلة، وتبدأ الحكاية نحو الليلة الخامسة والعشرين وتستمر حتى الليلة الخامسة والأربعين حسب النسخة العربية من الكتاب. الحكاية من نوع أدب الجريمة ولكن بقالب كوميدي.

## ملخص القصة
تجري أحداث القصة في الصين، حيث تبدأ بالمهرّج المفضل لدى السلطان، الذي تمت دعوته إلى عشاء من قبل الخياط وزوجته. وفي أثناء العشاء يغصّ الأحدب بطعامه مما أدى إلى موته، فيخشى الزوجين من غضب السلطان، فيقرران أخذه إلى بيت الطبيب اليهودي وتركه هناك. هذا الأمر يؤدي إلى حكاية أخرى تتمثل بالطبيب اليهودي، حيث وأنه عن طريق الخطأ يتعثر بجثة الأحدب ويقع معه أسفل الدرج، ويجده ميتاً، مما يجعله يعتقد بأن هذا السقوط هو الذي أدى إلى موت الأحدب. ثم تستمر الحكاية هكذا إلى تنتهي باثني عشرة حكاية في المجموع، مما يؤدي بجميع هؤلاء الأشخاص الذين شاركوا في هذا الحادث يجدون أنفسهم في قاعة المحكمة، كل منهم يروي قصته حول كيفية موت الأحدب.

## القصص المضمنة
- حكاية النصراني.
- حكاية المباشر.
- حكاية اليهودي.
- حكاية الخياط.
- حكاية مزين بغداد.
  - حكاية أخو المزين الأول.
  - حكاية أخو المزين الثاني.
  - حكاية أخو المزين الثالث.
  - حكاية أخو المزين الرابع.
  - حكاية أخو المزين الخامس.
  - حكاية أخو المزين السادس.